# Teissiera
Teissiera is een geslacht van neteldieren uit de familie van de Teissieridae.

## Soorten
- Teissiera australe Bouillon, 1978
- Teissiera medusifera Bouillon, 1978
- Teissiera milleporoides Bouillon, 1974
- Teissiera polypofera Xu, Huang & Chen, 1991